# Suur Tõll (ciruela)
Suur Tõll es una variedad cultivar de ciruelo (Prunus domestica), de las denominadas ciruelas europeas.
Una variedad de ciruela criada en 1965 en el Centro de Investigación Polli Garden, Tartu, como resultado de plantula de hueso obtenido de una polinización libre de 'Liivi Kollane Munaploom'.
Las frutas de tamaño grande a muy grande de forma ovoide u oblongo ovalada, sin cuello, su epidermis con un color principal amarillo verdoso o verde amarillento, frecuentemente cubierta, especialmente en veranos soleados, con manchas de color rojo violáceo en el tallo, y pulpa de color amarilla o amarillo verdosa, densidad media o blanda, a veces fibrosa, sabor agridulce mediocre.

## Sinonimia
- "Suur Tõll Ploom",
- "Tõll el Grande".

## Historia
'Suur Tõll' variedad de ciruela europea que fue obtenida en 1965 por los investigadores Arthur Jaama y Eevi Jaama (cada uno de ellos con el 50% de autoría) en el Centro de Investigación Hortícola Polli, dependiente del "Departamento de Ciencias de la Vida" de la Universidad de Tartu, siendo el resultado de la polinización libre de 'Liivi Kollane Munaploom'.
A una plántula prometedora se la denominó 'Kanni'. En 1973, fructificó por primera vez, notando que el peso medio de veinte ciruelas fue de 85 g. Inmediatamente llamó la atención, fue injertado entre 1980 a 1986, los árboles resultantes tuvieron unos 100 frutos con Peso promedio de 66 g, el más grande pesaba 82 g. Esta variedad fue renombrada como 'Suur Tõll' (Tõll el Grande) recibió su nombre por la constancia de sus grandes frutos, pero no se dio a conocer hasta muchos años después, tras el fallecimiento de los criadores, en 2004. Desde entonces los documentos y 'Suur Tõll' fueron transferidos al departamento de variedades de nuevas Plantas donde pasó a la Inspección de Producción al registro de nuevas variedades (n.º 13.R.04).
Para el nombre de la variedad, se ha utilizado la ortografía de los nombres de las variedades según las normas del idioma estonio. Suur Tõll (Tõll el Grande) es un héroe gigante que según la Mitología estonia habitaba en la isla báltica de Saaremaa.

## Características
'Suur Tõll' es un árbol de porte erguido, semi robusto, es de mediana altura. El árbol ha producido un rendimiento relativamente pequeño. Sin duda, la 'Suur Tõll' seguirá atrayendo interés con sus ciruelas de gran tamaño. Es importante destacar el gran número de cromosomas, que según las determinaciones de E. Jaama era 68 en un caso y 92 en el otro. Es auto estéril, buenos polinizadores: 'Duke of Edinburgh' y 'Noarootsi Punane'. Flor blanca, que tiene un tiempo de floración que comienza a partir del 21 de abril con el 10% de floración, para el 26 de abril tiene una floración completa (80%), y para el 3 de mayo tiene un 90% de caída de pétalos.
'Suur Tõll' tiene una talla de tamaño grande a muy grande de 56 a 84 g, la forma es ovoide u oblongo ovalada, sin cuello, su epidermis con un color amarillo verdoso o verde amarillento, frecuentemente cubierta, especialmente en veranos soleados, con manchas de color rojo violáceo en la zona del tallo, la sutura se puede ver como una línea, con pruina ligera; pedúnculo de longitud mediano, fuerte; pulpa de color amarilla o amarillo verdosa, densidad media o blanda, a veces fibrosa, sabor agridulce mediocre. El promedio de los tres años de análisis en el laboratorio químico de Polli fue los frutos contienen azúcares 9,9%, ácidos 1,63% y vitamina C 10%.
Hueso adherente a semi adherente, medio, superficie rugosa.
Su tiempo de recogida de cosecha es en la primera quincena de septiembre.

## Usos
Se usa comúnmente como postre fresco de mesa buena ciruela de postre de fines de verano, también para usos culinarios.